# 閉塞性血栓性血管炎
閉塞性血栓性血管炎（へいそくせいけっせんせいけっかんえん、ラテン語Thromboangiitis Obliterans: TAO）は、末梢動脈に閉塞性の内膜炎を起こし、末梢部に潰瘍や壊疽を引き起こす病気。フェリックス・フォン・ヴィニヴァルターによって報告された。日本においては、14番目の特定疾患治療研究対象疾患（難病）に定められており、国からの治療費等の補助が受けられる。
一般に、発見者であるレオ・ビュルガーにちなんだ名前である Buerger's disease として、ビュルガー病（ドイツ語読み）或いはバージャー病（英語読み）とも呼ばれる。

## 病態
原因は不明で、四肢主幹動脈や末梢動脈全体の狭窄や血栓による血流低下により、「歩行時の足の痺れ」「痛み」「冷たさ」を感じる。進行すると安静時にも疼痛などの症状が現れる事がある。末梢動脈に血栓を生じた場合、それが結合組織に置き換えられて動脈が閉塞し血流の途絶を招き、結果的に末梢部の壊死を引き起こし、難治性潰瘍や壊疽、下肢切断に至る事もある。

## 疫学
男性患者が9割であり、女性は5%程度と少ない。20歳から50歳まで特に30代の喫煙者でストレスが過多な患者に多発。受動喫煙者を含めるとほぼ全員が喫煙に関与していると言う。日本には約1万人の罹患者がいるとされる。近年日本での患者は減少気味。HLA-A9およびHLA-B5の遺伝子型に起きやすい。

## 症状
| 病期 | 臨床症状     |
| ---- | ------------ |
| Ⅰ    | 冷感・しびれ |
| Ⅱ    | 間欠性跛行   |
| Ⅲ    | 安静時疼痛   |
| Ⅳ    | 潰瘍・壊死   |

- 遊走性静脈炎 : 静脈に炎症が見られる。静脈炎の部分は痒みを伴う。静脈炎があちこちに移動するので遊走性静脈炎という。
- 血流不足による虚血によって、末梢部の痺れ、冷感、部位の蒼白化、潰瘍、短距離の歩行で間欠跛行、激しい安静時疼痛、指趾の難治性潰瘍や壊死が起こる。
- 寒冷曝露によるレイノー症状が認められる。
- 下肢動脈に好発する。
- 末梢動脈拍動の消失。（ドップラー血流計では確認できる場合あり）
- 確定診断には血管造影が用いられる。

## 治療
病変が末梢部にあるので血行再建手術は難しいとされる。
対症療法
- 薬物療法として、プロスタグランジンなど血小板凝縮抑制
- カテーテル治療[4]、血管バイパス形成等による血行再建手術[3]
- 骨髄細胞移植による血管新生療法
- 超音波照射[5]

### 日常生活
血行を悪くする行為を減らし、皮膚感染症への感染リスクを軽減するため下記の注意事項がある。
1. 禁煙の厳守
  - ニコチンによる血管収縮は有害要因。
2. 足の保温・保護・清潔
  - 保温による血流の確保。
  - 靴下の着用による足指の保護。
  - 清潔にして皮膚感染症のリスクを軽減する。
3. 歩行
  - 運動による血流改善
4. 水分摂取
  - 血栓の形成を抑制するために、医師の指導に基づき積極的に水分を摂取する。
5. 動脈触知
  - 血管が再閉塞を起こしていないか？　毎日状態を観察する。